# Communauté de communes Loue-Lison
La communauté de communes Loue-Lison est une communauté de communes française située dans le département du Doubs, en Franche-Comté, dans la région administrative Bourgogne-Franche-Comté.
Elle est née de la fusion, en 2017, des communautés de communes d'Amancey-Loue-Lison, du Pays d'Ornans et du Canton de Quingey.

## Historique
Le projet de schéma départemental de coopération intercommunale de 2015 impose la fusion des trois communautés de communes d'Amancey-Loue-Lison, du Pays d'Ornans et du Canton de Quingey du fait d'une population inférieure à 15 000 habitants et seul Amancey-Loue-Lison bénéficie d'une adaptation car située en zone Montagne, la première proposition concerne la fusion de ces trois ComCom avec une extension aux communes d'Abbans-Dessous et d'Abbans-Dessus. Le nouvel ensemble compte 78 communes pour une population de 25 115 habitants et correspond au Pays de Loue Lison constitué en décembre 2001. Ce nouvel EPCI disposera d’un territoire plus étendu et cohérent, de la source de la Loue et du Lison jusqu’à Arc-et-Senans permettant de mieux développer le tourisme autour du patrimoine naturel (Natura 2 000). Ce nouveau territoire, essentiellement rural, pourra bénéficier de l’attractivité, des services et des entreprises situées sur Ornans et pourra s’appuyer également sur une armature de bourgs-centres tels que Quingey, Amancey et Arc-et-Senans pour assurer un développement homogène de cet espace et assurer ainsi un meilleur service aux populations.
Les communes d’ Abbans-Dessous et Abbans-Dessus sont très proches de Quingey pour les services marchands (commerces) et non marchands (collège).
L'arrêté préfectoral est publié le 16 décembre 2016.
Plusieurs recours administratifs sont déposés car les amendements ont été rejetés en SDCI : Arc-et-Senans souhaite intégrer plutôt la Communauté de communes du Val d'Amour alors que les deux communes Abbans-Dessous et Abbans-Dessus préfèrent intégrer Grand Besançon Métropole.
Les communes de Tarcenay et Foucherans ont fusionné le 1er janvier 2019 pour former la commune nouvelle de Tarcenay-Foucherans.
Au 1er janvier 2022, le nombre de communes passe de 74 à 72 à la suite de la création des communes nouvelles de Cussey-sur-Lison (fusion de Cussey-sur-Lison et Châtillon-sur-Lison) et des Monts-Ronds (fusion de Mérey-sous-Montrond et Villers-sous-Montrond).
Le 1er janvier 2025, les communes d'Éternoz et de Saraz fusionnent pour constituer la commune nouvelle d'Éternoz-Vallée-du-Lison.

## Territoire communautaire

### Composition
La communauté de communes est composée des 71 communes suivantes :

| Nom                     | Code Insee | Gentilé          | Superficie (km2) | Population (dernière pop. légale) | Densité (hab./km2) |
| ----------------------- | ---------- | ---------------- | ---------------- | --------------------------------- | ------------------ |
| Ornans (siège)          | 25434      | Ornanais         | 35,72            | 4 421 (2022)                      | 124                |
| Abbans-Dessous          | 25001      | Abbanais         | 3,2              | 247 (2022)                        | 77                 |
| Abbans-Dessus           | 25002      | Abbanais         | 4,43             | 283 (2022)                        | 64                 |
| Amancey                 | 25015      | Amancéens        | 13,78            | 731 (2022)                        | 53                 |
| Amathay-Vésigneux       | 25016      |                  | 12,13            | 173 (2022)                        | 14                 |
| Amondans                | 25017      | Amondanais       | 5,68             | 86 (2022)                         | 15                 |
| Arc-et-Senans           | 25021      | Arc-et-Senanais  | 14,98            | 1 621 (2022)                      | 108                |
| Bartherans              | 25044      |                  | 5,81             | 60 (2022)                         | 10                 |
| Bolandoz                | 25070      | Bolandoziens     | 12,21            | 379 (2022)                        | 31                 |
| Brères                  | 25090      | Brérots          | 2,15             | 75 (2022)                         | 35                 |
| Buffard                 | 25098      | Les Bouquins     | 8,1              | 190 (2022)                        | 23                 |
| By                      | 25104      |                  | 7,34             | 83 (2022)                         | 11                 |
| Cademène                | 25106      | Cademéniers      | 3,39             | 66 (2022)                         | 19                 |
| Cessey                  | 25109      | Cessois          | 7,53             | 321 (2022)                        | 43                 |
| Chantrans               | 25120      | Chantranais      | 14,31            | 385 (2022)                        | 27                 |
| Charnay                 | 25126      | Charnaysiens     | 5,66             | 471 (2022)                        | 83                 |
| Chassagne-Saint-Denis   | 25129      | Chassagniers     | 9,23             | 129 (2022)                        | 14                 |
| Châteauvieux-les-Fossés | 25130      | Castelvétusiens  | 4,46             | 9 (2022)                          | 2                  |
| Chay                    | 25143      | Chaillerots      | 6,54             | 197 (2022)                        | 30                 |
| Chenecey-Buillon        | 25149      | Gremeci          | 16,58            | 496 (2022)                        | 30                 |
| Chouzelot               | 25154      | Chouzelois       | 6,41             | 253 (2022)                        | 39                 |
| Cléron                  | 25155      | Cléronais        | 14,56            | 292 (2022)                        | 20                 |
| Courcelles              | 25171      | Courcellois      | 3,61             | 105 (2022)                        | 29                 |
| Crouzet-Migette         | 25180      | Niauds           | 5,67             | 117 (2022)                        | 21                 |
| Cussey-sur-Lison        | 25185      | Cussetois        | 8,55             | 68 (2022)                         | 8                  |
| Déservillers            | 25199      | Desevlas         | 13,88            | 336 (2022)                        | 24                 |
| Durnes                  | 25208      | Durnois          | 8,51             | 198 (2022)                        | 23                 |
| Échay                   | 25209      | Coucous          | 5,49             | 115 (2022)                        | 21                 |
| Échevannes              | 25211      | Échevannais      | 5,23             | 87 (2022)                         | 17                 |
| Épeugney                | 25220      |                  | 13,95            | 599 (2022)                        | 43                 |
| Éternoz-Vallée-du-Lison | 25223      |                  | 35,28            | 345 (2022)                        | 9,8                |
| Fertans                 | 25236      | Fertanais        | 8,19             | 314 (2022)                        | 38                 |
| Flagey                  | 25241      |                  | 7,79             | 132 (2022)                        | 17                 |
| Fourg                   | 25253      | Bourris          | 12,1             | 373 (2022)                        | 31                 |
| Goux-sous-Landet        | 25283      |                  | 5,42             | 60 (2022)                         | 11                 |
| L'Hôpital-du-Grosbois   | 25305      | Grosboisiens     | 7,84             | 605 (2022)                        | 77                 |
| Lavans-Quingey          | 25330      | Lavans-Quingeois | 5,9              | 182 (2022)                        | 31                 |
| Lavans-Vuillafans       | 25331      | Lavanais         | 10,16            | 238 (2022)                        | 23                 |
| Liesle                  | 25336      | Lieslois         | 16,54            | 558 (2022)                        | 34                 |
| Lizine                  | 25338      | Lizinois         | 7,33             | 91 (2022)                         | 12                 |
| Lods                    | 25339      | Lodois           | 6,25             | 244 (2022)                        | 39                 |
| Lombard                 | 25340      | Lombardiens      | 5,92             | 195 (2022)                        | 33                 |
| Longeville              | 25346      | Longevillois     | 9,46             | 180 (2022)                        | 19                 |
| Malans                  | 25359      | Malantais        | 10,49            | 151 (2022)                        | 14                 |
| Malbrans                | 25360      | Malbranais       | 8,74             | 167 (2022)                        | 19                 |
| Mesmay                  | 25379      | Taquins          | 3,11             | 68 (2022)                         | 22                 |
| Montgesoye              | 25400      | Montgesoyens     | 11,06            | 494 (2022)                        | 45                 |
| Montmahoux              | 25404      | Rlavoux          | 6,52             | 91 (2022)                         | 14                 |
| Montrond-le-Château     | 25406      | Castelmontois    | 10,9             | 559 (2022)                        | 51                 |
| Les Monts-Ronds         | 25375      |                  | 17,12            | 669 (2022)                        | 39                 |
| Mouthier-Haute-Pierre   | 25415      | Guilloux         | 12,13            | 357 (2022)                        | 29                 |
| Myon                    | 25416      | Myonnais         | 16,06            | 181 (2022)                        | 11                 |
| Nans-sous-Sainte-Anne   | 25420      | Nanais           | 8,86             | 169 (2022)                        | 19                 |
| Palantine               | 25443      |                  | 4,31             | 59 (2022)                         | 14                 |
| Paroy                   | 25445      | Paroyens         | 4,37             | 118 (2022)                        | 27                 |
| Pessans                 | 25450      | Pessantiers      | 4,35             | 90 (2022)                         | 21                 |
| Quingey                 | 25475      | Quingeois        | 8,55             | 1 313 (2022)                      | 154                |
| Rennes-sur-Loue         | 25488      | Regnaux          | 5,5              | 107 (2022)                        | 19                 |
| Reugney                 | 25489      | Rudignacusses    | 8,19             | 269 (2022)                        | 33                 |
| Ronchaux                | 25500      | Roncheliens      | 5,24             | 97 (2022)                         | 19                 |
| Rouhe                   | 25507      |                  | 4,19             | 82 (2022)                         | 20                 |
| Rurey                   | 25511      | Rurey            | 14,77            | 359 (2022)                        | 24                 |
| Sainte-Anne             | 25513      | Saintannois      | 6,64             | 52 (2022)                         | 7,8                |
| Samson                  | 25528      | Samsoniers       | 1,95             | 70 (2022)                         | 36                 |
| Saules                  | 25535      | Saulais          | 7,64             | 232 (2022)                        | 30                 |
| Scey-Maisières          | 25537      |                  | 12,53            | 289 (2022)                        | 23                 |
| Silley-Amancey          | 25545      |                  | 5,16             | 134 (2022)                        | 26                 |
| Tarcenay-Foucherans     | 25558      | Tarcenards       | 24,04            | 1 498 (2022)                      | 62                 |
| Trépot                  | 25569      | Trépotins        | 14,5             | 558 (2022)                        | 38                 |
| Le Val                  | 25460      |                  | 6,61             | 245 (2022)                        | 37                 |
| Vuillafans              | 25633      | Vuillafanais     | 6,14             | 681 (2022)                        | 111                |

### Démographie
| 1968   | 1975   | 1982   | 1990   | 1999   | 2010   | 2015   | 2022   |
| ------ | ------ | ------ | ------ | ------ | ------ | ------ | ------ |
| 18 223 | 18 002 | 19 201 | 20 104 | 21 183 | 24 273 | 25 152 | 25 269 |

## Administration

### Siège
La communauté de communes a son siège à Ornans.

### Conseil communautaire
En 2017, 41 conseillers communautaires siégeait dans le conseil selon une répartition de droit commun.
| Nombre de délégués | Communes               |
| ------------------ | ---------------------- |
| 14                 | Ornans                 |
| 4                  | Arc et Senans, Quingey |
| 3                  | Tarcenay               |
| 2                  | Vuillafans, Amancey    |
| 1                  | Les autres communes    |

### Présidence
La communauté de communes est actuellement présidée par 
| Période         | Période  | Identité            | Étiquette | Qualité                        |
| --------------- | -------- | ------------------- | --------- | ------------------------------ |
| 26 janvier 2017 | En cours | Jean-Claude Grenier |           | Maire de L'Hôpital-du-Grosbois |

### Compétences
La structure adhère au SYBERT (Syndicat mixte de Besançon et de sa région pour le traitement des déchets).